# John Fairbairn
John Fairbairn (London (Ontario), 28 december 1983) is een Canadees voormalig skeletonracer. Hij vertegenwoordigde zijn vaderland op de Olympische Winterspelen 2014 in Sotsji, maar behaalde hierbij geen medaille.

## Carrière
Bij zijn wereldbekerdebuut in Whistler op 26 november 2010 eindigde Fairbairn op de elfde plaats. Hij won geen wereldbekerwedstrijd. Op de 2012 behaalde hij met de Canadese ploeg de bronzen medaille in de landenwedstrijd.
Fairbairn kwalificeerde zich voor de Olympische Winterspelen in 2014, waar hij zesde eindigde.

## Resultaten
| Jaar | Plaats | Resultaat |
| ---- | ------ | --------- |
| 2014 | Sotsji | 6e        |

| Jaar | Plaats       | Resultaat                  |
| ---- | ------------ | -------------------------- |
| 2011 | Königssee    | 15e                        |
| 2012 | Lake Placid  | 10e · combinatieklassement |
| 2013 | Sankt Moritz | 21e                        |

### Wereldbeker
| \| Seizoen \| Rang \| \| --------- \| ---- \| \| 2010/2011 \| 13e \| \| 2011/2012 \| 11e \| \| 2012/2013 \| 11e \| \| 2013/2014 \| 7e \| |      |
| Seizoen | Rang |
| 2010/2011 | 13e  |
| 2011/2012 | 11e  |
| 2012/2013 | 11e  |
| 2013/2014 | 7e   |